# Borrowed Gold
Borrowed Gold est un film muet américain réalisé par Reginald Barker et sorti en 1913.

## Fiche technique
- Titre : Borrowed Gold
- Réalisation : Reginald Barker
- Scénario : Richard V. Spencer
- Production : Thomas H. Ince
- Pays de production :  États-Unis
- Langue : Anglais
- Date de sortie : 
  - États-Unis : 31 octobre 1913

## Distribution
- William Clifford : Jim Colby
- Ethel Grandin : Ruth Colby
- Mildred Harris